# Vicosoprano
Vicosoprano est une localité et une ancienne commune suisse du canton des Grisons. 
Le 1er janvier 2010, elle a fusionné avec les autres communes du Val Bregaglia pour former la commune de Bregaglia. Son ancien numéro OFS est le 3776.